# Vera Djurašković
Vera Djurašković, född den 29 augusti 1949, är en jugoslavisk basketspelare som var med och tog OS-brons 1980 i Moskva. Detta var andra gången damerna deltog vid de olympiska baskettävlingarna, tillika Jugoslaviens första medalj på damsidan. Hon är 172 centimeter lång.